# Grandes éxitos (Shakira)
Grandes éxitos è la prima raccolta della cantante colombiana Shakira, pubblicata il 2 novembre 2002 dalla Epic Records.

## Descrizione
Uscito in due diverse edizioni (standard e deluxe) e pubblicato un anno dopo Laundry Service, Grandes Éxitos contiene esclusivamente tracce in spagnolo, estratte da Pies descalzos (1995), ¿Dónde están los ladrones? (1998), l'album dal vivo MTV Unplugged (2000) e Laundry Service (2001).

## Tracce

### Edizione standard
1. Estoy aquí – 3:53 (Shakira, Luis Fernando Ochoa)
2. Antología – 4:11 (Shakira, Luis Fernando Ochoa)
3. Un poco de amor – 4:00 (Shakira, Luis Fernando Ochoa)
4. ¿Dónde están corazón? – 3:53 (Shakira, Luis Fernando Ochoa)
5. Que me quedes tú – 4:49 (Shakira, Luis Fernando Ochoa)
6. Ciega, sordomuda – 4:29 (Shakira, Estéfano)
7. Si te vas – 3:31 (Shakira, Luis Fernando Ochoa)
8. No creo (MTV Unplugged) – 4:14 (Shakira, Luis Fernando Ochoa)
9. Inevitable – 3:15 (Shakira, Luis Fernando Ochoa)
10. Ojos así – 3:59 (Shakira, Pablo Flores, Javier Garza)
11. Suerte – 3:16 (Shakira, Tim Mitchell)
12. Te aviso, te anuncio (Tango) – 3:46 (Shakira)
13. Tú (MTV Unplugged) – 4:52 (Shakira, Dylan O'Brien)
14. ¿Dónde están los ladrones? (MTV Unplugged) – 3:29 (Shakira, Luis Fernando Ochoa)
15. Moscas en la casa – 3:31 (Shakira)

### Edizione deluxe
L'edizione deluxe, pubblicizzata come Grandes éxitos: Deluxe Edition, è uscita nel 2002, in edizione contenente un cofanetto di due CD. Il primo CD include le tracce contenute nell'edizione standard, mentre il secondo cd è un'edizione rimasterizzata dell'album precedente della cantante: Laundry Service.

## Successo commerciale
L'album ha avuto buoni risultati in termini di vendita. La versione standard è attualmente fuori catalogo sul mercato italiano; mentre l'edizione deluxe è tuttora reperibile presso i centri di vendita o internet.
Il cd contiene tutti i successi di Shakira, realizzati nei suoi precedenti album (mai pubblicati in Italia). Inoltre, è stato il primo album di Shakira ad essere pubblicato in Italia (oltre a Laundry Service, contenuto nell'edizione deluxe e successivamente messo in vendita singolarmente).
Al momento della sua uscita, Grandes Éxitos ottenuto un moderato successo commerciale, de è stato certificato doppio disco di platino nell'edizione standard (per il mercato latino) e per le spedizioni di 200 000 copie di Recording Industry Association of America (RIAA).